# Gianni Annoni
Gianni Annoni, eredetileg Gian Luigi Annoni (Gallarate, 1971. április 15. –) televíziós műsorvezető, szakács.

## Élete
1994-ben jött Magyarországra, a Közgazdasági Egyetem ösztöndíjasaként. Az egyetem elvégzése után itt telepedett le, először egy pizzériát nyitott, majd a médiában próbált boldogulni: Friderikusz Sándor Fantasztikus Európa c. műsorában ismerte és szerette meg a magyar közönség. Azóta több műsort is vezetett televízióban, rádióban, emellett jelenleg is egy olasz étterem tulajdonosa. Főzőiskolát vezet az Olasz Kulturális Intézetben, és szakácskönyvet adott ki.

## Műsorai
- Fantasztikus Európa – TV2 (2002)
- Lucifer – TV2 (2003)
- Lazac – TV2 (2003)
- All you need is love – TV2 (2004)
- Kell 1 pasi! – MTV (2005-2006)
- Sofőrök – Viasat3 (2007)
- Tuti fuvar – Viasat3 (2007)
- A nagy étteremalakítás Giannival (2009)
- Start – Viasat3, TV6
- Mesterszakács – Viasat3 (2009)

## Könyvei
- Giannival a konyhában. Ha igazi olaszra vágysz...; szöveg Gianni Annoni, magyar szöveg Kovács Noémi, fotó Téglásy Zsuzsa; Sirály, Bp., 2004
- Olaszul l'enni jó. Szakácskönyv, vallomás, egy sikertörténet kulisszatitkai; Kossuth, Bp., 2016